# Diócesis de Chiquinquirá
La diócesis de Chiquinquirá (en latín: Dioecesis Chiquinquirensis) es una circunscripción eclesiástica de la Iglesia católica en Colombia. Se trata de una diócesis latina, sufragánea de la arquidiócesis de Tunja. Desde el 6 de junio de 2025 su obispo es Ramón Alberto Rolón Güepsa.

## Territorio y organización

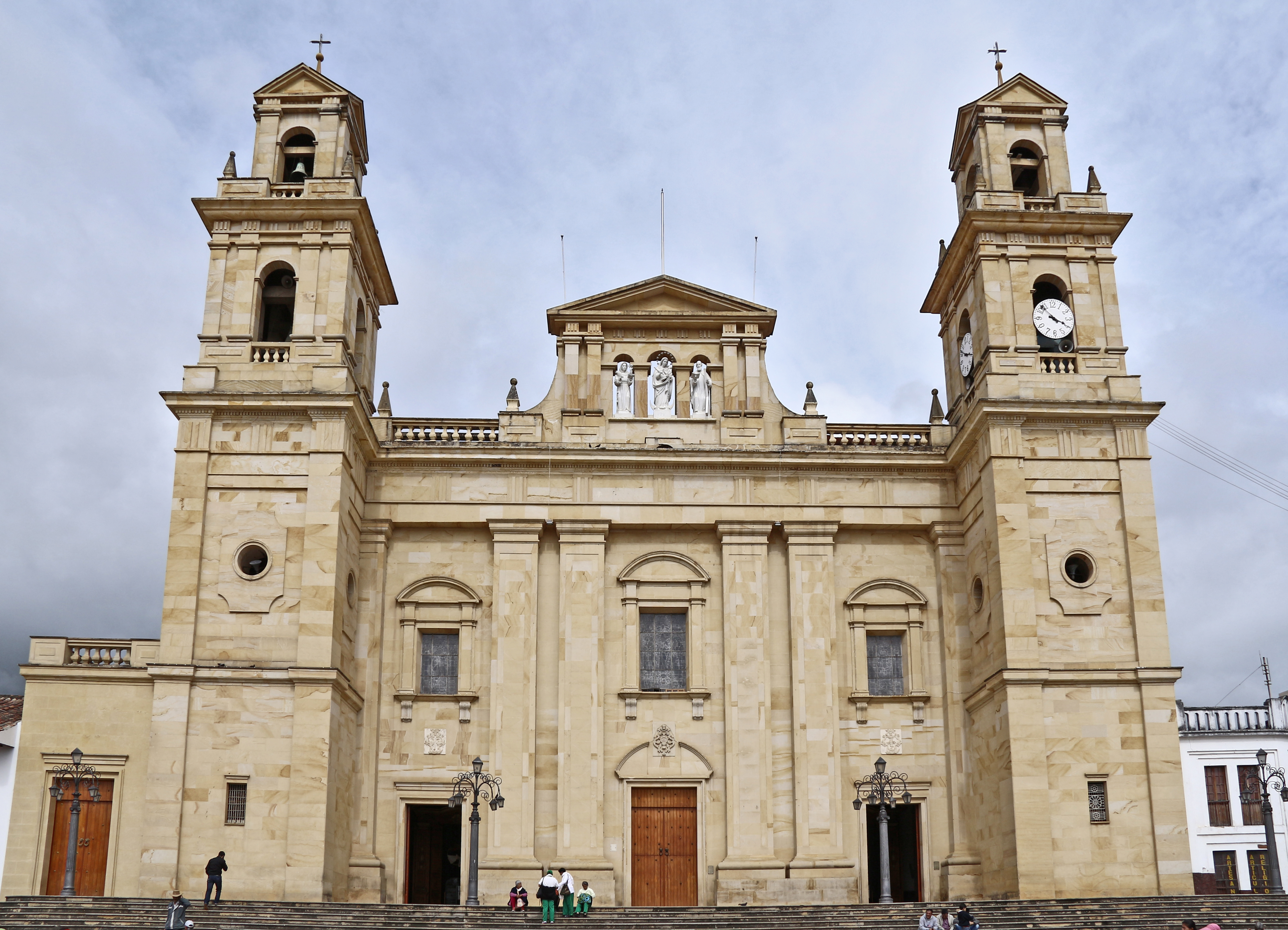
Basílica de Nuestra Señora del Rosario, en Chiquinquirá

La diócesis tiene 4019 km² y extiende su jurisdicción sobre los fieles católicos de rito latino residentes en 27 municipios del departamento de Boyacá: Arcabuco, Briceño, Buenavista, Caldas, Chiquinquirá, Chitaraque, Coper, Gachantivá, La Victoria, Maripí, Moniquirá, Muzo, Otanche, Pauna, Quípama, Ráquira, Saboyá, Sáchica, San José de Pare, San Miguel de Sema, San Pablo de Borbur, Santa Sofía, Sutamarchán, Tinjacá, Togüí, Tununguá y Villa de Leyva.

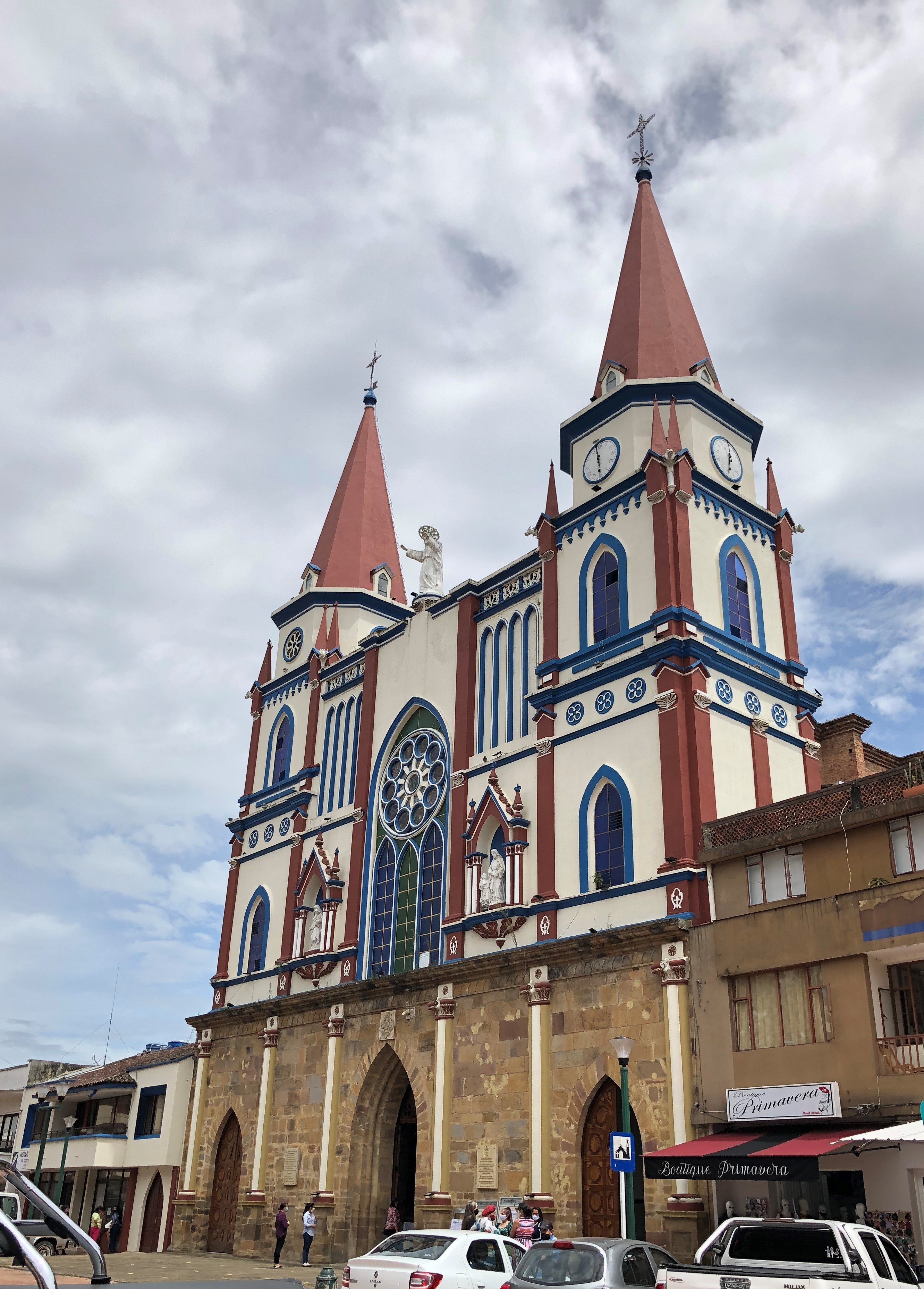
Basílica de Nuestra Señora del Rosario, en Moniquirá

El territorio limita con las diócesis de Vélez, Socorro-San Gil, Zipaquirá, La Dorada-Guaduas y con la arquidiócesis de Tunja.
La sede de la diócesis se encuentra en la ciudad de Chiquinquirá, en donde se halla la Catedral del Sagrado Corazón de Jesús y el más importante santuario mariano de Colombia: la basílica de Nuestra Señora del Rosario, dirigido por la Orden de Predicadores y uno de los principales sitios de peregrinación del país. En Moniquirá se halla la basílica de Nuestra Señora del Rosario.
En 2023 en la diócesis existían 41 parroquias agrupadas en 5 vicarías foráneas: San Andrés, San Bartolomé, San Mateo, San Lucas y San Pablo.

## Historia
La diócesis fue erigida el 26 de abril de 1977 mediante la bula Qui Divino Consilio del papa Pablo VI, obteniendo el territorio de la arquidiócesis de Tunja. Como primer obispo fue nombrado Alberto Giraldo Jaramillo, quien tomó posesión de la diócesis el 14 de junio de 1977.
El 8 de abril de 1978, con la carta apostólica Quales quantumsque, el papa Pablo VI confirmó a la Santísima Virgen María, Madre de Dios, con el título de Nuestra Señora del Rosario, como patrona principal de la diócesis.
El 26 de julio de 1983 Giraldo es nombrado obispo de Cúcuta y Augusto Trujillo Arango, arzobispo de Tunja quedó encargado de la diócesis en calidad de administrador apostólico.
El 1 de septiembre de 1984 tomó posesión canónica como segundo obispo Álvaro Raúl Jarro Tobos. A él le correspondió organizar la visita del papa Juan Pablo II al Santuario Mariano Nacional de Nuestra Señora del Rosario, con ocasión de la conmemoración de los 400 años de renovación del lienzo de la Virgen del Rosario en julio de 1986.
Álvaro Raúl fue nombrado obispo de castrense de Colombia el 24 de junio de 1997. Asumió como administrador apostólico Oscar Urbina Ortega el 19 de agosto del mismo año, y hasta el 15 de marzo de 1998, fecha en la cual tomó posesión canónica el tercer obispo de la diócesis Héctor Gutiérrez Pabón, quien dirigió la diócesis hasta 6 de agosto de 2003 cuando fue nombrado obispo de Engativá.
El 5 de mayo de 2004 se posesionó Luis Felipe Sánchez Aponte, quien estuvo pastoreando la diócesis hasta el 6 de junio de 2025.

## Estadísticas
Según el Anuario Pontificio 2024 la diócesis tenía a fines de 2023 un total de 236 120 fieles bautizados.
| Año                                                                             | Población            | Población | Población      | Sacerdotes | Sacerdotes    | Sacerdotes    | Bautizados por sacerdote | Diáconos permanentes | Religiosos | Religiosos | Parroquias |
| Año                                                                             | Bautizados católicos | Total     | % de católicos | Total      | Clero secular | Clero regular | Bautizados por sacerdote | Diáconos permanentes | Varones    | Mujeres    | Parroquias |
| ------------------------------------------------------------------------------- | -------------------- | --------- | -------------- | ---------- | ------------- | ------------- | ------------------------ | -------------------- | ---------- | ---------- | ---------- |
| 1980                                                                            | 240 000              | 242 400   | 99.0           | 59         | 37            | 22            | 4067                     |                      | 30         | 114        | 30         |
| 1990                                                                            | 276 000              | 285 000   | 96.8           | 68         | 48            | 20            | 4058                     | 1                    | 25         | 130        | 32         |
| 1999                                                                            | 315 000              | 330 000   | 95.5           | 80         | 63            | 17            | 3937                     |                      | 25         | 119        | 36         |
| 2000                                                                            | 319 000              | 335 000   | 95.2           | 81         | 60            | 21            | 3938                     |                      | 27         | 119        | 36         |
| 2001                                                                            | 309 000              | 310 000   | 99.7           | 79         | 55            | 24            | 3911                     |                      | 52         | 118        | 37         |
| 2002                                                                            | 309 000              | 310 000   | 99.7           | 83         | 56            | 27            | 3722                     |                      | 63         | 117        | 38         |
| 2003                                                                            | 345 000              | 350 000   | 98.6           | 81         | 54            | 27            | 4259                     |                      | 43         | 121        | 38         |
| 2004                                                                            | 355 000              | 380 000   | 93.4           | 82         | 58            | 24            | 4329                     | 1                    | 63         | 110        | 39         |
| 2006                                                                            | 367 000              | 392 000   | 93.6           | 80         | 58            | 22            | 4587                     | 1                    | 66         | 119        | 39         |
| 2013                                                                            | 235 400              | 254 700   | 92.4           | 93         | 58            | 35            | 2531                     |                      | 68         | 104        | 40         |
| 2016                                                                            | 205 000              | 243 250   | 84.3           | 87         | 60            | 27            | 2356                     |                      | 70         | 97         | 40         |
| 2019                                                                            | 230 500              | 242 500   | 95.1           | 87         | 60            | 27            | 2649                     | 7                    | 57         | 100        | 40         |
| 2021                                                                            | 234 370              | 245 000   | 95.7           | 88         | 60            | 28            | 2663                     |                      | 54         | 93         | 41         |
| 2023                                                                            | 236 120              | 243 650   | 96.9           | 116        | 82            | 34            | 2035                     | 14                   | 72         | 125        | 41         |
| Fuente: Catholic-Hierarchy, que a su vez toma los datos del Anuario Pontificio. |                      |           |                |            |               |               |                          |                      |            |            |            |

## Episcopologio
- Alberto Giraldo Jaramillo, P.S.S. † (26 de abril de 1977-26 de julio de 1983 nombrado obispo de Cúcuta)
- Álvaro Raúl Jarro Tobos † (19 de junio de 1984-24 de junio de 1997 nombrado ordinario militar de Colombia)
- Héctor Luis Gutiérrez Pabón † (2 de febrero de 1998-6 de agosto de 2003 nombrado obispo de Engativá)
- Luis Felipe Sánchez Aponte (11 de febrero de 2004 - 6 de junio de 2025 retirado)
- Ramón Alberto Rolón Güepsa, desde el 6 de junio de 2025